# フリップフラッパーズ
『フリップフラッパーズ』（Flip Flappers）は、Studio 3Hz制作による日本のテレビアニメ。2016年10月より12月までTOKYO MX、サンテレビ、BSフジ、AT-Xで放送された。
『天体のメソッド』や『Dimension W』を手がけたアニメスタジオ・Studio 3Hzによるオリジナル作品であり、本作はヒロインのパピカとココナの2人を中心に繰り広げられるSF冒険活劇物語となっている。
監督は『鋼の錬金術師 嘆きの丘の聖なる星』でアニメーションディレクターを務め、『スペース☆ダンディ』、『風立ちぬ』などに参加した押山清高、キャラクターデザイン・総作画監督を『四月は君の嘘』で作画監督、『デス・パレード』でキーアニメーターを務めた小島崇史、コンセプトアートを『TARI TARI』のキャラクター原案を務めたtanuがそれぞれ担当する。

## あらすじ
ある日、志望校を決めかねていた中学2年生のココナの前に突如現れた謎の少女パピカ。謎の組織「フリップフラップ」に所属しているパピカは、どんな願いも叶えてくれるという「ミミの欠片」を集めているらしい。ミミの欠片が存在する不思議な世界「ピュアイリュージョン」に行くには、一人では力が足りないというパピカ。そんなパピカに引きずられるように、ココナは「ピュアイリュージョン」へと旅立つ。ミミの欠片を求め、パピカとココナの不思議な冒険が始まる。

## 登場人物

### 主要人物
パピカ /  ピュアバリアー
声 - M・A・O
ココナの前に突然現れた不思議な少女。ややくせっ毛の赤い長髪が特徴。フリップフラップに所属しており、ミミの欠片を集めるのが彼女の役目であったが、一緒にピュアイリュージョンへ行けるパートナーを見つけられないでいた。ある日、痺れを切らしたパピカはパートナーを探すため、独断でフリップフラップの施設を飛び出した。外で偶然に出会ったココナを一目で気に入り、ピュアイリュージョンへの冒険に半ば強引に引きずり込んだ。
元気で明るく自由奔放な性格で、何事にも臆せず飛び込んでいく。社会性や一般常識に欠けている部分があり、無鉄砲な行動で周囲を戸惑わせることもしばしばであるが、基本的には裏表の無い娘であり好かれやすい性質をしている。反面、危機やアクシデントに対して無頓着すぎる傾向があり、自身の命に関わるような状況にも平気で首を突っ込む危うさを持つ。というよりも、後悔や人の生き死にに対してすら真っ当な認識を持ち合わせていない節があり、1話ではココナの大切なメガネを取り返すために命を懸けた。これに関しては同じように危機に瀕したココナを目の当たりにしたことにより、幾分か生き死にへの自覚を持てるようになった模様。
普段は学校内の端にある土管内にて自給自足の生活を送っている。そのせいか料理や裁縫といった家庭的なスキルが高いという意外な一面を持っており、技能的な女子力においてはココナを上回る。身体能力が高く特に嗅覚が鋭い。モノや人を探す時もにおいを頼りに探す。
服装に関係なく常に裸足である。
パートナーであるココナに対しては初対面の時から全幅の信頼を置いており、子犬のように懐いている。
ミミの欠片の力によってピュアバリアーへ変身し、水色を基調とした姿となる。変身時の名乗りは「熱い想いが全てを弾く！ ピュアバリアー！」。
ココナ / ピュアブレード
声 - 高橋未奈美
フルネームは「ココミネ ココナ」。青髪でショートヘア、中学2年生の少女。両親は幼少の頃に事故で亡くしており、祖母と2人暮らしの生活を送っていた。
慎重な性格をしており、読書好きでクラス委員長を務めるなど典型的な優等生タイプ。実際学力も高いようで、幼馴染のヤヤカからは「（志望校は）ココナならどこでも行けんじゃん?」と太鼓判を押されている程。逆に、勉強以外は不器用な面を持ち合わせている。
元々は塾に通い、志望校に悩んだりするごく普通の少女であったが、パピカとの出会いによって環境は一変。ピュアイリュージョンを舞台とした非日常的な冒険の世界へと引きずり込まれることとなる。最初の頃は慣れない異世界での災難、何よりパピカの我が身を顧みない振る舞いを危惧し、冒険に対して否定的であった。しかし、パピカがピュアイリュージョンで自分の生き死にへの自覚をもち反省したこと、少なからず冒険の楽しさにも目覚めたこともあり、偶にだったら冒険に付き合ってあげてもいいと考えを改め、ピュアイリュージョンでの活動を承諾した。元の性格も相まって、破天荒な行動をしがちなパピカには振り回されることが多い。一方で自分には無い積極性や家庭的なスキルを見せられるとコンプレックスが刺激されるらしく、弱気になったりつっけんどんな態度を取ったりと本人も複雑な一面を見せる。ともあれ言うべき時には言う娘であり、何だかんだでパピカとは対照的な良きコンビである。
ミミの欠片の力によってピュアブレードへ変身し、ピンク色を基調とした姿となる。変身時の名乗りは「斬って斬って斬り捨てる！ ピュアブレード！」。

### フリップフラップ
ソルト
声 - 津田健次郎、櫻井孝宏、天﨑滉平
フリップフラップを取り仕切っている謎の男。サユリには「ドクターソルト」と呼ばれている。ミミの欠片を集めてピュアイリュージョンの開放を目論んでいる。
ヒダカ
声 - 福島潤
フリップフラップ所属の科学者。TT-392等様々な発明をしている。
サユリ
声 - 日笠陽子
フリップフラップ所属のオペレーター。ヒダカの色々な発明品に日々悩まされている。
ブーちゃん / TT-392
声 - 興津和幸
ヒダカが発明した旧型のマシーン。パピカたちとピュアイリュージョンへ行き、データ収集をしている。ミミ（声 - 茅野愛衣）の欠片の探査、飛行など様々な機能も備わっている。
自由奔放なパピカによく振り回されている。

### アスクレピオス
ヤヤカ
声 - 大橋彩香
ココナの幼馴染で、クラスメイト。男勝りでクールな性格。ココナたちとは敵対関係のアスクレピオスに所属しているが、ココナやパピカがピンチの時に手助けするなど、トト、ユユの双子に比べて甘いところがある。
彼女がいつも好んで食べているパンはクリームボックスという福島県郡山市のご当地グルメ。
トト
声 - 井上沙香
謎めいた小学生。ユユの双子の兄。
ユユ
声 - 歳納愛梨
謎めいた小学生。トトの双子の妹。
ニュニュ
声 - 高野麻里佳
3人目のアモルファスの子ども。

### その他の人物
ユクスキュル
声 - 村瀬迪与 / 緑の紳士姿 - 小山力也
ココナが飼っているペット。見た目は兎に似ている緑色の軟体動物で、ピュアイリュージョンで紳士の姿に変身することもある。
彩いろは先輩
声 - 大西沙織
パピカやココナたちが通う学校の先輩。美術部に所属している。
ココナのおばあちゃん
声 - 久保田民絵
ココナに対して常に優しい祖母。

## スタッフ
- 原作 - ピュア・イリュージョニスト
- 監督 - 押山清高
- ストーリーコンセプト - 綾奈ゆにこ
- キャラクターデザイン・総作画監督 - 小島崇史
- コンセプトアート - tanu
- 色彩設計 - 末永康子
- 撮影監督 - 出水田和人
- 編集 - 定松剛
- 音響監督 - 明田川仁
- 音楽 - TO-MAS
- 音楽制作 - ランティス
- 音楽プロデューサー - 吉江輝成、佐藤純之介
- プロデューサー - 川村仁、百武弘二、吉江輝成、山崎史紀、岡村武真、金子広孝、礒谷徳知、吉川雅子、林ちどり、伊藤幸弘
- プロデュース - インフィニット
- アニメーション制作 - Studio 3Hz
- 製作 - FliFla Project

## 主題歌
オープニングテーマ「Serendipity」
作詞・作曲・歌 - ZAQ / 編曲 - R・O・N
エンディングテーマ「FLIP FLAP FLIP FLAP」
作詞 - 松井洋平 / 作曲 -  伊藤真澄 / 編曲 - TO-MAS / 歌 - TO-MAS feat. Chima
挿入歌
「LET'S FLIP FLAPING!」（第8話）
作詞・作曲 - 松井洋平 / 編曲 - TO-MAS / 歌 - TO-MAS feat. 川村ゆみ
「find the wind」（第11話）
作詞・作曲・編曲・歌 - ZAQ
「OVER THE RAINBOW」（第13話）
作詞 - 松井洋平 / 作曲 - mito / 編曲 - TO-MAS / 歌 - TO-MAS feat. パピカ（M・A・O）&ココナ（高橋未奈美）

## 各話リスト
サブタイトルは次回予告のみに画面表示され、本放送時には表示されなかった。
| 話数   | サブタイトル             | 脚本         | 絵コンテ          | 演出            | 作画監督                                                                                                | 美術監督                      |
| ------ | ------------------------ | ------------ | ----------------- | --------------- | --- | ----------------------------- |
| 第1話  | ピュアインプット         | 綾奈ゆにこ   | 押山清高          | 押山清高        | 小島崇史                                                                                                | スタジオPablo                 |
| 第2話  | ピュアコンバータ         | 綾奈ゆにこ   | 押山清高          | 野亦則行        | 鶴窪久子                                                                                                | スタジオPablo                 |
| 第3話  | ピュアXLR                | 綾奈ゆにこ   | 柳沼和良          | 博史池畠        | 和田直也                                                                                                | スタジオPablo                 |
| 第4話  | ピュアイコライゼーション | 関根アユミ   | 迫井政行          | 迫井政行        | 野崎あつこ                                                                                              | スタジオPablo                 |
| 第5話  | ピュアエコー             | 綾奈ゆにこ   | 竹下良平          | 竹下良平        | 小磯沙矢香、高橋あやこ                                                                                  | スタジオPablo                 |
| 第6話  | ピュアプレイ             | 綾奈ゆにこ   | 立川譲            | 博史池畠        | 田中志穂、鶴窪久子                                                                                      | スタジオPablo                 |
| 第7話  | ピュアコンポーネント     | 押山清高     | 押山清高          | 江副仁美        | りぱ、杉薗朗子                                                                                          | スタジオPablo                 |
| 第8話  | ピュアブレーカー         | ハヤシナオキ | 榎戸駿            | 榎戸駿          | 榎戸駿、小島崇史、りぱ 鶴窪久子、田中志穂                                                               | 木下晋輔 （インスパイアード） |
| 第9話  | ピュアミュート           | ハヤシナオキ | 出合小都美        | 北田勝彦        | 北田勝彦、小島崇史 鶴窪久子、田中志穂                                                                   | スタジオPablo                 |
| 第10話 | ピュアジッター           | ハヤシナオキ | 押山清高          | 山下英美        | 杉薗朗子、田中志穂、りぱ                                                                                | 木下晋輔 （インスパイアード） |
| 第11話 | ピュアストレージ         | ハヤシナオキ | 押山清高 五味伸介 | 篠原啓輔        | 鶴窪久子、長谷川早紀 小島崇史、杉薗朗子 田中志穂                                                        | 木下晋輔 （インスパイアード） |
| 第12話 | ピュアハウリング         | ハヤシナオキ | 押山清高 新留俊哉 | 室谷靖 亀田祥倫 | 亀田祥倫、北田勝彦 杉薗朗子、新井博慧 飯田剛士、田中宏紀 田中志穂、寺尾憲治 高橋あやこ、臼井篤史 鄭印善 | 木下晋輔 （インスパイアード） |
| 第13話 | ピュアオーディオ         | ハヤシナオキ | 押山清高          | 押山清高        | 小島崇史                                                                                                | 東潤一                        |

## 放送局
| 放送期間                                               | 放送時間                                                  | 放送局     | 対象地域 | 備考                                       |
| ------------------------------------------------------ | --------------------------------------------------------- | ---------- | -------- | ------------------------------------------ |
| 2016年10月6日 - 12月29日                               | 木曜 21:00 - 21:30                                        | AT-X       | 日本全域 | 製作委員会参加 / CS放送 / リピート放送あり |
|                                                        | 木曜 22:00 - 22:30                                        | TOKYO MX   | 東京都   | 製作委員会参加                             |
| 2016年10月7日 - 12月30日                               | 金曜 0:30 - 1:00（木曜深夜）                              | サンテレビ | 兵庫県   |                                            |
| 2016年10月10日 - 12月26日 2016年12月31日（最終話のみ） | 月曜 1:00 - 1:30（日曜深夜） 土曜 0:30 - 1:00（金曜深夜） | BSフジ     | 日本全域 | BS放送 / 製作委員会参加                    |

| 配信期間                      | 配信時間           | 配信サイト |
| ----------------------------- | ------------------ | --- |
| 2016年10月7日 - 12月30日      | 金曜 21:30 - 22:00 | AbemaTV |
| 2016年10月8日 - 12月31日      | 土曜 12:00 更新    | dアニメストア / Google Play / YouTube / HAPPY☆動画アニメ LISMO Video / TSUTAYA TV / アクトビラ / ニコニコ動画 / バンダイチャンネル ひかりTV / ビデオマーケット / 楽天ショウタイム / レオネット |
| 2016年10月12日 - 2017年1月4日 | 水曜 12:00 更新    | Hulu / KDDI / U-NEXT / アニメ放題 / フジテレビオンデマンド |

## BD / DVD
| 巻 | 発売日       | 収録話          | 規格品番  | 規格品番  |
| 巻 | 発売日       | 収録話          | BD        | DVD       |
| -- | ------------ | --------------- | --------- | --------- |
| 1  | 2017年1月6日 | 第1話 - 第2話   | BIXA-1151 | BIBA-3111 |
| 2  | 2017年2月2日 | 第3話 - 第4話   | BIXA-1152 | BIBA-3112 |
| 3  | 2017年3月2日 | 第5話 - 第6話   | BIXA-1153 | BIBA-3113 |
| 4  | 2017年4月4日 | 第7話 - 第8話   | BIXA-1154 | BIBA-3114 |
| 5  | 2017年5月2日 | 第9話 - 第10話  | BIXA-1155 | BIBA-3115 |
| 6  | 2017年6月2日 | 第11話 - 第13話 | BIXA-1156 | BIBA-3116 |

## 外国発売
- センタイ・フィルムワークス[7][8][9][10][11][12][13][14][15]（北アメリカ）
- MVMエンターテインメント[16]（ブリテン諸島）
- マッドマン・エンターテインメント[17][18][19]（オーストララシア）
- メディアリンク（中華圏）